# Jerome James (futbolista)
Jerome James (Belice, 11 de abril de 1981) es un futbolista beliceño. Juega como delantero y actualmente milita en el FC Belize de la Liga Premier de Belice. Es internacional con Belice desde el 2008.

## Clubes
| Club             | País   | Año         |
| ---------------- | ------ | ----------- |
| Kulture Yabra FC | Belice | 2005 - 2006 |
| FC Belize        | Belice | 2006 -      |